# Castelo de Carew

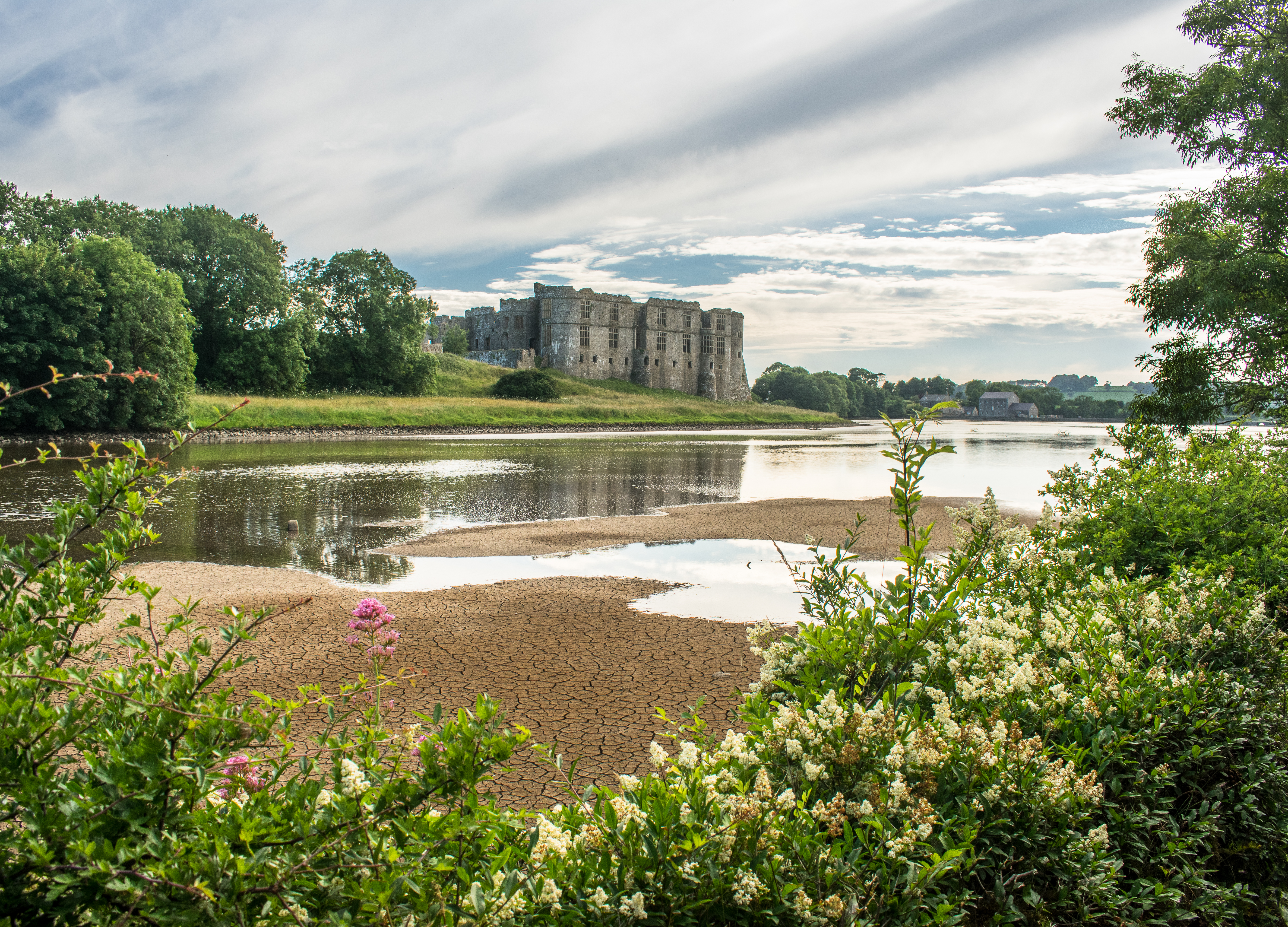
Face norte do castelo, ao lado de uma entrada do rio Carew

Castelo de Carew (em galês:  Castell Caeriw) é um castelo na freguesia de Carew em Pembrokeshire, País de Gales. A célebre família Carew, que recebeu o nome deste lugar, ainda é a dona do castelo e o aluga ao Parque Nacional da Costa de Pembrokeshire para administração.
O atual castelo, que substituiu uma fortaleza de pedra anterior, foi erguido quase totalmente com calcário carbonífero local, salvo algumas das características arquitetônicas Tudor, como caixilhos de janelas, que são feitos de pedra Cotswold importada. Embora inicialmente uma fortaleza normanda, o castelo permanece sendo uma mistura de estilos arquitetônicos à medida que alterações foram realizadas na estrutura ao longo dos séculos seguintes.

## História
O uso do local para fins militares remonta a pelo menos 2.000 anos.